# سيرجي بوزهينكو
سيرجي بوزهينكو (بالروسية: Божин, Сергей Витальевич)‏ (12 سبتمبر 1994 بسامارا في روسيا - ) هو لاعب كرة قدم روسي في مركز الدفاع. لعب مع نادي كريليا سوفيتوف سامارا.

## روابط خارجية
- سيرجي بوزهينكو على موقع إي إس بي إن إف سي (الإنجليزية)
- سيرجي بوزهينكو على موقع قاعدة بيانات كرة القدم.إي يو (الإنجليزية)
- سيرجي بوزهينكو على موقع Soccerbase.com (لاعب) (الإنجليزية)
- سيرجي بوزهينكو على موقع Soccerway.com (الإنجليزية)
- سيرجي بوزهينكو على موقع عالم كرة القدم.نت (الإنجليزية)